# Targitaos
Targitaos var en gud ur skytisk mytologi. 
Han var en populär gud som skyternas förfädersgud. Han var son till himmelsguden Papaios och jordgudinnan Api.
Targitaos blev genom interpretatio graeca jämställd av grekerna med Herkules. 